# Хурсанія
Хурсанія — гігантське нафтове родовище у Східній провінції Саудівської Аравії.
Входить до нафтогазоносного басейну Перської затоки.
Глибина залягання покладів 2100…2310 м.
Запаси 300 млн т.
Родовище відкрили у березні 1956 року внаслідок спорудження свердловини Хурсанія-1. Запаси вуглеводнів пов'язані із відкладеннями верхньої юри та виявлені у формаціях Араб (титонський та кімеріджський яруси) та Джубайла (кімеріджський ярус). При цьому в Араб, котра залягає в середньому на глибині до 2134 метра, виявились нафтонасиченими всі чотири підрозділи A, B, C та D. Поклади вирізняються високою пористістю — від 21 % для Джубайла до 26 % для Араб С. Проникність коливається від низької (80 мД для Араб D) до середньої (200 мД для Араб В, 300 мД для Араб С) та високої (900 мД для Араб А). Середня товщина продуктивних пластів становить від 11 метрів для Араб А та В до 32 метрів для Араб С. Станом на середину 2010-х видобувні запаси родовища оцінювались у 3,5 млрд барелів нафти.
Хурсанію певний час експлуатували у 20 столітті, проте наявність вертикального зв'язку між різними продуктивними зонами призводила до неконтрольованого припливу води та інших проблем розробки. Як наслідок, родовище законсервували та повторно ввели в експлуатацію лише у 2008 році. Споруджена в межах останнього проекту установка сепарації нафти та газу (gas oil separation plant, GOSP) має потужність у 0,5 млн барелів нафти на добу та розрахована також на обслуговування родовищ Абу-Хадрія (запаси від 1,8 до 2 млрд баррелів) та Фадхілі (від 1 до 1,4 млрд барелів). Для підтримки пластового тиску передбачається закачувати у пласти до 1,1 млн барелів морської води на добу. 
Видача продукції родовища відбувається за допомогою виконаного в діаметрі 900 мм нафтопроводу довжиною 100 км (до нафтового терміналу Джуайма).
Попутний газ спрямовується на введений з певною затримкою (восени 2009 року) газопереробний завод Хурсанія. Для роботи з продукцією Хурсанії, Абу-Хадрії та Фадхілі була призначена перша черга цього ГПЗ, здатна приймати біля 10 млрд м3 на добу.
Наприкінці 2010-х неподалік почалось введення газопереробного заводу Фадхілі, на який щорічно має постачатись до 5 млрд м3 від розробки покладів вільного газу Хурсанії.